# Szentgyörgyi Jordán Károly
Szentgyörgyi Jordán Károly (Nagykároly, 1849. november 4. – Szaniszló, 1927. június 14.) kanonok, pápai prelátus, címzetes apát, egyházi író.

## Életútja, munkássága
Jordán Ferenc rajztanár és Hajnal Terézia fia. A gimnázium négy alsó osztályát szülővárosában, az V. és VI-at Nagyváradon járta, majd 1866-tól a VII. és VIII. osztályt, valamint a teológiai tanulmányokat is a szatmárnémeti püspöki szemináriumban folytatta. Azután irattárnok volt a püspöki irodában, végül Nagyváradon szentelték pappá 1872-ben. Csanáloson 1873. január–november között, Nagybányán 1874 szeptemberéig, 1875-77-ben Máramarosszigeten (ahol az első évben az állami képzőben és két évig a protestáns gimnáziumban a katolikus tanulók hittanára is volt), 1877 júliusától pedig Szaniszlón volt plébános. Kánonjogi doktorátust Budapesten szerzett 1881-ben.
1887-ben XIII. Leó pápa 50 éves jubileuma alkalmából magyar zarándokokkal Rómába utazott. 1892-ben Szatmár megye törvényhatósága bizottsági tagjának választották meg; 1893-ban XIII. Leó pápa tiszteletbeli káplánjának nevezte ki; 1894-ben a nagykárolyi esperesi kerület jegyzőjévé választották.
1899-ben apori apáttá neveztek ki, 1900-ban zsinati vizsgáló, 1905 és 1911 között az Országos Katolikus Tanügyi Tanács elnöke volt. 1913-tól a szatmárnémeti székesegyház skolasztikus kanonoka, 1914. január 15. és 1917 között a püspöki szeminárium rektora, közben 1915-től egyházmegyei főtartományfelügyelő. 1923-tól éneklőkanonok, az év decemberétől pápai prelátus.
Több cikket írt hírlapokba és folyóiratokba -rd- betűjegy alatt, ezek közül a Néhány igaz szó a lelkészkedő papság helyzetéről (Magyar Korona 1884. szept. 24.) figyelmet keltett. Egynéhány észrevétel Mártha József úr reflexióira c. cikksorozata a Hitvédelmi folyóiratban 1892-ben; a Katholikus Hitszónokban Mán József, Máramaros megye főispánja koporsója felett mondott gyászbeszéde jelent meg (III. 1879-80.); egy másik beszédét, amelyet 1893. március 27-én Szatmár vármegye bizottságának közgyűlésén mondott, a szatmári politikai lap közölte.

## Munkái
- A kath. egyház történelme a tanuló ifjúság használatára (Nagy-Károly, 1886, 2000 példányban; 2. kiadás. uo., 1889; 3. kiadás Szatmár, 1890; 4. kiadás 1892; 5. kiadás 1894; 6. kiadás 1895; összesen 12 000 példányban)
- Imák és elmélkedések szent József tiszteletére. Különféle imákból és Dosenbach Jézus-társaságbeli Atya márcz. havi elmélkedéseiből összeállította (Szatmár, 1893. 2. kiadás Márcziusi ibolyák címmel uo., 1896)
- Képek a szaniszlói plébánia történetéből 1800-1894 (Szatmár, 1894. Illusztrált díszmunka.)
- Karolina Auguszta, az „anyacsászárné”, Magyarország koronás királynéja. Írta Celestin Wolfsgruber OSB. (Fordítás németből, Nagykároly, 1898)
- A nagyhét imái és szertartásai (Szatmár, 1900)
- B. Mária Crescenciának, Szent Ferenc harmadrendjéből való kaufbeureni zárdaszűznek élete. Írta Jeiler Ignác. (Fordítás németből, Szatmár, 1901)
- Beszéd... amelyet a budavári Mátyás templomban Szent István ünnepén tartott (Szatmár, 1901)
- Nagyhét (Nagykároly, 1903)
- A szűzanya könnyei (Budapest, 1905)
- A katolikus iskolák létjoga (Megnyitó beszéd. Budapest, 1905)
- A feminizmusról (Budapest, 1907)
- Tanítók és a szocializmus (Budapest, 1907)
- X. Pius pára aranymiséjére alkalmi beszéd... (Budapest, 1908)
- Népoktatás az iskolán kívül (Budapest, 1908)
- A vallás fontossága a nevelésben (Budapest, 1909)
- Elnöki beszédeim. A m. kat. tanítóságnak emlékül (Budapest, 1911)
- Az új korszakról (Budapest, 1911)
- Elmélkedések hitünk főbb igazságairól (Budapest, 1914)
- Cypruslombok. Imakönyv a halottak emlékének (Budapest, 1922; Szatmárnémeti, 1923)